# Georges Teissier
Pour l’article homonyme, voir Georges Teissier (juriste).
Pour l’article ayant un titre homophone, voir Georges Tessier.
Pour les articles homonymes, voir Teissier.
Georges Teissier, né le 19 février 1900 à Paris et mort le 7 janvier 1972 à Roscoff dans le Finistère, est un zoologiste et généticien français, résistant pendant la Seconde Guerre mondiale.

## Biographie
Issu d'une famille d'enseignants, Georges Teissier suit de brillantes études qui le mènent à l'École normale supérieure (promotion 1919), où il se spécialise en biologie. Il est agrégé de sciences naturelles en 1923, docteur ès sciences en 1931.
En 1925, il épouse Lise Bruhl (1900-1987), nièce du philosophe Lucien Lévy-Bruhl et petite-fille du grand rabbin de France Zadoc Kahn.

### Carrière
Il fut successivement préparateur à l'École normale supérieure (1924-1928), chef de travaux, maître de conférences, professeur à la faculté des sciences de Paris, membre de l'Académie des sciences.
Avec le généticien Philippe L'Héritier, il met au point en 1937 les « cages à populations » (démomètres) qui leur permettront d'étudier la dynamique des populations chez la drosophile. Ces cages seront par la suite très utilisées dans les laboratoires de génétique, notamment aux États-Unis. 
Titulaire de la chaire de Zoologie à la Sorbonne, il devient directeur de la Station biologique de Roscoff en 1945 et le reste jusqu'en 1971.
Adjoint de Frédéric Joliot à la tête du CNRS en 1945, il prend sa succession début 1946, et reste directeur du CNRS jusqu'en 1950. Il est démis de ses fonctions après avoir signé une lettre ouverte collective de protestation au ministère de l’Éducation nationale.
C'est un des pionniers de la génétique des populations et évolutive en France.

### Résistance
Il est l'un des fondateurs du Front National Universitaire ; il appartient ensuite aux Francs-tireurs et partisans (FTP). En août 1944, en tant que chef du 2e bureau des Forces françaises de l'intérieur (FFI), il signe l'ordre d'insurrection nationale sous son nom de guerre Bartet-Sorbier.

## Publications
- Recherches sur Dynamena pumila, fragments d'une monographie zoologique, Paris, Presses universitaires de France, 1923.
- Étude expérimentale du développement de quelques hydraires, Paris, Masson, 1931.
- Recherches morphologiques et physiologiques sur la croissance des insectes, Paris, Presses Universitaires de France, 1931.
- Dysharmonies et discontinuités dans la croissance, Paris, Hermann, 1934.
- Les lois quantitatives de la croissance, Paris, Hermann Editeurs, 1937.
- Titres et travaux scientifiques de Georges Teissier, Paris, Prieur et Robin, Centre de documentation universitaire, 1937.
- La biologie des insectes, cours professé par Georges Teissier, recueilli et rédigé par N. Grelet et I. Pavillard, Paris, Tournier et Constans, 1939.
- Les Crustacés I, Malacostracés, cours professé par Georges Teissier, Paris, Centre de documentation universitaire, 1941.
- Les crustacés, Paris, Constans, 1941.
- Respiration et fermentation, avec Lucien Plantefol, Philippe L'Héritier et Pierre Rey, Paris, Masson, 1945.
- Mathématiques et biologie, conférence de Georges Teissier, Union Française Universitaire, Paris, Imprimerie Sauvard, 1945.
- Matérialisme dialectique et biologie, Paris, Editions sociales, 1946.
- Cours de philosophie V, Matérialisme dialectique et biologie, avec Henri Wallon, Paris, Éditions sociales, 1946.
- Une politique Française de la Science VI : une politique française de la recherche scientifique, Paris, Union Française Universitaire, 1946.
- Une politique française de la recherche scientifique, conférence, Paris, Union française universitaire, 1946.
- L'avenir de la science, 3ème congrès de l'union française universitaire, Paris, Union Française universitaire,  1947.
- L'organisation de la recherche scientifique, avec John Desmond Bernal, Raoul Combes et James G. Crowther, présidées par John Desmond Bernal et Frédéric Joliot-Curie, Paris, Collège de France, 1948.
- Publications des laboratoires. Biologie 1, ; Respiration et fermentation ; Transmission héréditaire de la sensibilité au gaz carbonique chez Drosophila Melanogaster ; Sur les relations entre la rétine et les réactions des mélanophores aux variations d'éclairement chez Rana esculenta, avec Lucien Plantefol, Philippe L'Héritier et Pierre Rey, Paris, Masson, 1945-1949.
- Sur la détermination de l'axe d'un nuage rectiligne de points, 1955.
- Les mollusques : certificat de zoologie, Cours, Paris, ACES, 1955.
- In memoriam : Jean Le Gall, 1956.
- Transformisme d'aujourd'hui, Roscoff, Editions de la station biologique de Roscoff, 1961.
- L'évolution, avec Jean Rostand, Pierre-Paul Grassé et Charles Devillers, Paris, Association corporative des étudiants en sciences de Paris, 1962.
- Génétique des populations de Sphaeroma serratum V, Etude des populations entre Barfleur et l'embouchure de la Seine, avec  Charles Bocquet et Robert Lejuez, 1964.